# Кастільйоне-а-Казаурія
Кастільйоне-а-Казаурія (італ. Castiglione a Casauria) — муніципалітет в Італії, у регіоні Абруццо, провінція Пескара.
Кастільйоне-а-Казаурія розташоване на відстані близько 125 км на схід від Рима, 45 км на схід від Л'Аквіли, 37 км на південний захід від Пескари.
Населення — 850 осіб (2014).

## Демографія
Населення за роками:

Станом на 1 січня 2023 року в муніципалітеті офіційно проживало 56 іноземців з 19 країн, серед них 30 громадян країн Євросоюзу та 1 громадянин України.

## Сусідні муніципалітети
- Болоньяно
- Буссі-суль-Тірино
- Пескозансонеско
- П'єтраніко
- Токко-да-Казаурія
- Торре-де'-Пассері